# フォナック
フォナック（Phonak）は、ソノヴァが保有するスイスの補聴器ブランド。日本ではソノヴァの日本法人が取り扱っている。

## 沿革
フォナックの起源は1947年、フランスとベルギーの投資家グループがチューリッヒに設立したAG für Elektroakustikにある。フォナックの社名は、1950年に発売された最初の携帯式補聴器「Phonak Alpina」に由来する。1965年のErnst Rihsによる株式取得後会社は発展を続け、1978年にはフランスとドイツに初の海外拠点を設置、1987年に本社をシュテファに移転、1989年にアメリカ合衆国に進出した。21世紀には日本を含むアジア諸国へも進出し、100ヵ国以上で利用されるデジタル補聴器のグローバルブランドに成長した。
2007年8月、持株会社名をそれまでのフォナック・ホールディング（Phonak Holding AG）からソノヴァ・ホールディング(Sonova Holding AG）へと変更したが、フォナックのブランド名は以降も継続して使用されている。
日本法人は「フォナック・ジャパン株式会社」として、2003年6月、東京（西五反田）に設立、その後2017年11月に「ソノヴァ・ジャパン株式会社」に名称を改めている。

## サイクルロードレース
フォナックは2002年から2006年まで、サイクルロードレースチーム『フォナック・ヒアリングシステムズ』のメインスポンサーを務めていた。同チームはフロイド・ランディス、アクセル・メルクスらを擁した中堅チームであったが、2006年のツール・ド・フランスでのランディスのドーピング違反による総合優勝剥奪を契機に解散した。